# Achille-Fernand-Hector Dassonville
Achille-Fernand-Hector Dassonville, francoski general, * 12. avgust 1890, † 28. avgust 1967.